# Hitoshi Inoue CONNECTALK
『MouLa HOKKAIDO presents Hitoshi Inoue CONNECTALK』（モウラホッカイドウプレゼンツひとしいのうえコネクトーク）は、エフエム北海道（AIR-G'）で放送していたたラジオ番組。

## 概要
『Asatan presents Hitoshi Inoue CONNECTALK』（アサタンプレゼンツひとしいのうえコネクトーク）として2020年2月5日に放送開始。旭川の情報サイトであるasatanをスポンサーに旭川を中心とした北海道情報を提供する番組として始まった。
2022年7月放送よりスポンサーを北海道情報サイトのMouLa HOKKAIDOとしてリニューアル。2022年12月28日放送終了。

## 出演
- 井上仁志

## 放送時間
- 水曜日 1:00 - 1:30